# 烏爾維拉

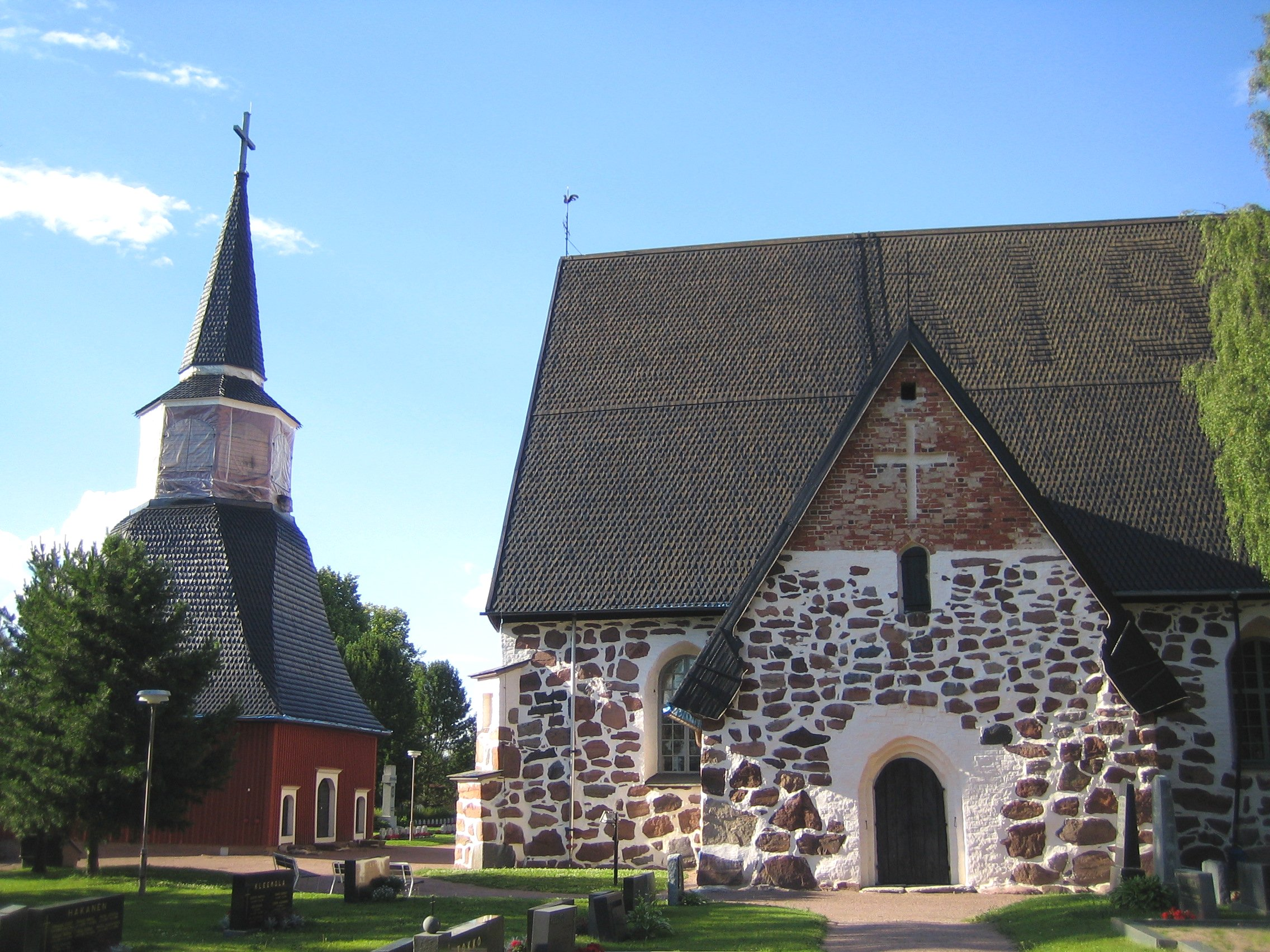
烏爾維拉教堂

烏爾維拉（芬蘭語：Ulvila）是芬蘭的市鎮，位於該國西南部，在薩塔昆塔區内，始建於1365年，面積422.52平方公里，2012年人口13,531，其中約99%居民的母語是芬蘭語。

## 外部連結
- 烏爾維拉市镇官方网站 （页面存档备份，存于） （文） （英文）